# 郭婷婷 (政治人物)
郭婷婷（1971年7月—）是中华人民共和国女性政治人物，为中共党员。她曾任中华人民共和国商务部财务司司长，综合司司长，党组成员、部长助理等职务，2022年10月任商务部党组成员、副部长。现任中华人民共和国财政部党组成员、副部长。